# Брага (окръг)
Брага е един от 18-те окръга на Португалия. Площта му е 2706 квадратни километра, а населението – 828 395 души (по приблизителна оценка от декември 2019 г.). Разделен е допълнително на 14 общини, които са разделени на 515 енории.